# Uchatka nadmutá
Uchatka nadmutá (Radix auricularia) či také plovatka nadmutá je sladkovodní plž s ulitou z čeledi plovatkovití. Ulita je pravotočivá, elipsoidálního tvaru s ostrým zakončením. Může být 25–30 mm vysoká a 20–30 mm široká se 6–8 závity. Je stranově nesymetrická. Jméno dostala podle obústí, které díky velkému a jakoby nafouknutému poslednímu závitu tvarem připomíná ucho.
Žije ve větších sladkých zarostlých vodách, rybnících, tůních nebo také jako nezvaný návštěvník v akváriích. Vyskytuje se po celé Evropě, v severní a východní Asii. Byla také zavlečena do Severní Ameriky.